# Base Airlines
Die Base Airlines war eine kleinere niederländische Fluggesellschaft, die im Geschäftsreise-Segment tätig war. BASE ist die Abkürzung für Business Aviation Services Eindhoven gewesen.

## Geschichte
Base Airlines wurde 1985 in Eindhoven gegründet und hatte im Mai 2001 ihren letzten Flug. Base betrieb verschiedene Flugzeugtypen, wie die Jetstream 31, Beech Airliner und die Embraer Brasilia. Ab 1999 flog sie ausschließlich im Franchise-Prinzip für die British Airways. Im Jahre 2001 hatte sie ausschließlich Embraer Brasilia in ihrer Flotte. Einige Flugzeuge wurden an die Tulip Air verkauft.